# Pedro Paulino da Fonseca
Pedro Paulino da Fonseca (Alagoas, 6 de junho de 1829 — 16 de novembro de 1902) foi um militar e político brasileiro.

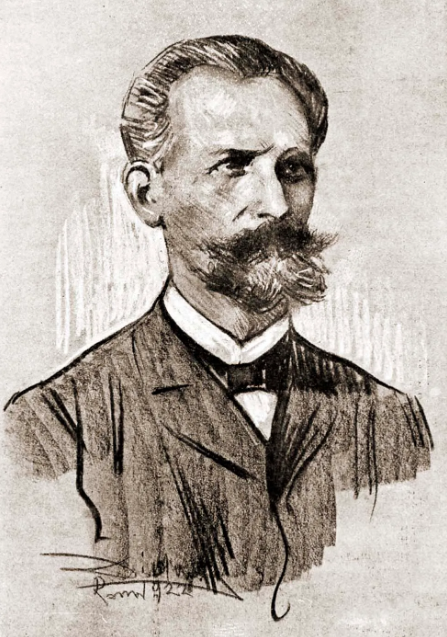
Coronel Pedro Paulino da Fonseca.

## Biografia
Filho de Manoel Mendes da Fonseca (1785-1859) e Rosa Maria Paulina Barros Cavalcanti (1802-1873). Tiveram 9 filhos. Entre os seus irmãos famosos estão Manuel Deodoro da Fonseca e Severiano Martins da Fonseca, o Barão de Alagoas.
Foi governador de Alagoas, de 2 de dezembro de 1889 a 25 de outubro de 1890, e de 12 a 14 de junho de 1891, e senador de 1890 a 1891.